# Scleria transvaalensis
Scleria transvaalensis är en halvgräsart som beskrevs av E.F.Franklin. Scleria transvaalensis ingår i släktet Scleria och familjen halvgräs. Inga underarter finns listade i Catalogue of Life.